# کریس کلمبوس (فیلم‌ساز)
 کریس کلمبوس (انگلیسی: Chris Joseph Columbus؛ زاده ۱۰ سپتامبر ۱۹۵۸) فیلم‌نامه‌نویس، تهیه‌کننده و کارگردان اهل آمریکا است. وی از سال ۱۹۸۴ میلادی تاکنون مشغول فعالیت بوده‌ است. از آثار درخشان او میتوان از مجموعه هری پاتر ، شب در موزه ، چهار شگفت انگیز و تنها در خانه نام برد.

## فیلمشناسی
- پرسی جکسون و المپ‌نشینان: دریای هیولاها (۲۰۱۳، فقط تهیه‌کننده)
- خدمتکاران (۲۰۱۱، فقط تهیه‌کننده)
- پرسی جکسون و المپ‌نشینان: دزد صاعقه (۲۰۱۰)
- عاشقتم، بث کوپر (۲۰۰۹)
- شب در موزه: نبرد اسمیتسونین (۲۰۰۹، فقط تهیه‌کننده)
- چهار شگفت‌انگیز: قیام موج‌سوار نقره‌ای (۲۰۰۷، فقط تهیه‌کننده)
- شب در موزه (۲۰۰۶، فقط تهیه‌کننده)
- اجاره (۲۰۰۵)
- چهار شگفت‌انگیز (۲۰۰۵، فقط تهیه‌کننده)
- هری پاتر و زندانی آزکابان (۲۰۰۴، فقط تهیه‌کننده)
- هری پاتر و تالار اسرار (۲۰۰۲)
- هری پاتر و سنگ جادو (۲۰۰۱)
- مرد دویست ساله (۱۹۹۹)
- نه ماه (۱۹۹۵)
- خانم داوت‌فایر (۱۹۹۳)
- تنها در خانه ۲: گم‌شده در نیویورک (۱۹۹۲)
- تنها در خانه (۱۹۹۰)
- ماجراهای نگهداری از کودکان (۱۹۸۷)
- گونیز (۱۹۸۵)